# Ben Holmes (giocatore di football americano)
Benjamin Charles Holmes (Orchard Park, 15 ottobre 1994) è un giocatore di football americano statunitense, che gioca come quarterback per i Vienna Vikings.

## Carriera
Dopo aver giocato per due diverse squadre universitarie statunitensi e non essere stato selezionato al Draft NFL, nel 2021 si trasferisce agli Arizona Rattlers e successivamente ai Sea Lions della Spring League. Nel 2022 è selezionato al Draft USFL con la quarta scelta assoluta dai New Jersey Generals ma non entra nel roster attivo. Entra quindi nel roster di offseason dei Montreal Alouettes prima di passare agli Edmonton Elks e in seguito ai Toronto Argonauts. Dal 2024 gioca per i Vienna Vikings.

## Palmarès
- 1 Grey Cup (Toronto Argonauts, 2022)